# Pachyrhabda
Pachyrhabda is een geslacht van vlinders van de familie Stathmopodidae.

## Soorten
- P. acroscia Turner, 1941
- P. adela Turner, 1923
- P. amianta Meyrick, 1927
- P. antinoma Meyrick, 1910
- P. argyritis Turner, 1941
- P. bacterias Meyrick, 1913
- P. campylosticha Turner, 1941
- P. capnoscia Turner, 1923
- P. citrinacma Meyrick, 1936
- P. dicastis Meyrick, 1905
- P. epichlora Meyrick, 1889
- P. euphanopis Meyrick, 1927
- P. fissa Meyrick, 1921
- P. hygrophaes Turner, 1923
- P. inanis Meyrick, 1936
- P. liriopis Turner, 1941
- P. phanta Bradley, 1957
- P. punctifera Turner, 1941
- P. steropodes Meyrick, 1897
- P. suspecta Meyrick, 1921
- P. tridora Meyrick, 1911
- P. triplecta Meyrick, 1913
- P. tumida Meyrick, 1913
- P. unctoria Meyrick, 1911
- P. viscosa Meyrick, 1913
- P. xanthoscia Turner, 1923